# Scaptomyza eurystylata
Scaptomyza eurystylata är en tvåvingeart som beskrevs av Hardy 1965. Scaptomyza eurystylata ingår i släktet Scaptomyza och familjen daggflugor. Inga underarter finns listade i Catalogue of Life.